# Pedicularis anomala
Pedicularis anomala är en snyltrotsväxtart som beskrevs av Tsoong och H.P. Yang. Pedicularis anomala ingår i släktet spiror, och familjen snyltrotsväxter. Inga underarter finns listade i Catalogue of Life.